# Aspertsham (Schönberg)
Aspertsham (ursprünglich Asperhtesheim) ist ein Gemeindeteil der Gemeinde Schönberg, der zur Verwaltungsgemeinschaft Oberbergkirchen im Landkreis Mühldorf im Regierungsbezirk Oberbayern gehört und im Bundesland Bayern liegt. 
Das markanteste Gebäude ist die gotische St.-Johannes-Kirche mit einer der ältesten Glocken der Erzdiözese München-Freising.

## Lage
Das Pfarrdorf Aspertsham liegt ca. 2,5 km westlich von Schönberg, und ca. 3 km nordöstlich von Oberbergkirchen.

## Pfarrei
Die Pfarrei Aspertsham St. Johannes im Pfarrverband Schönberg-Oberbergkirchen gehört zum Dekanat Mühldorf / Inn.

## Geschichte

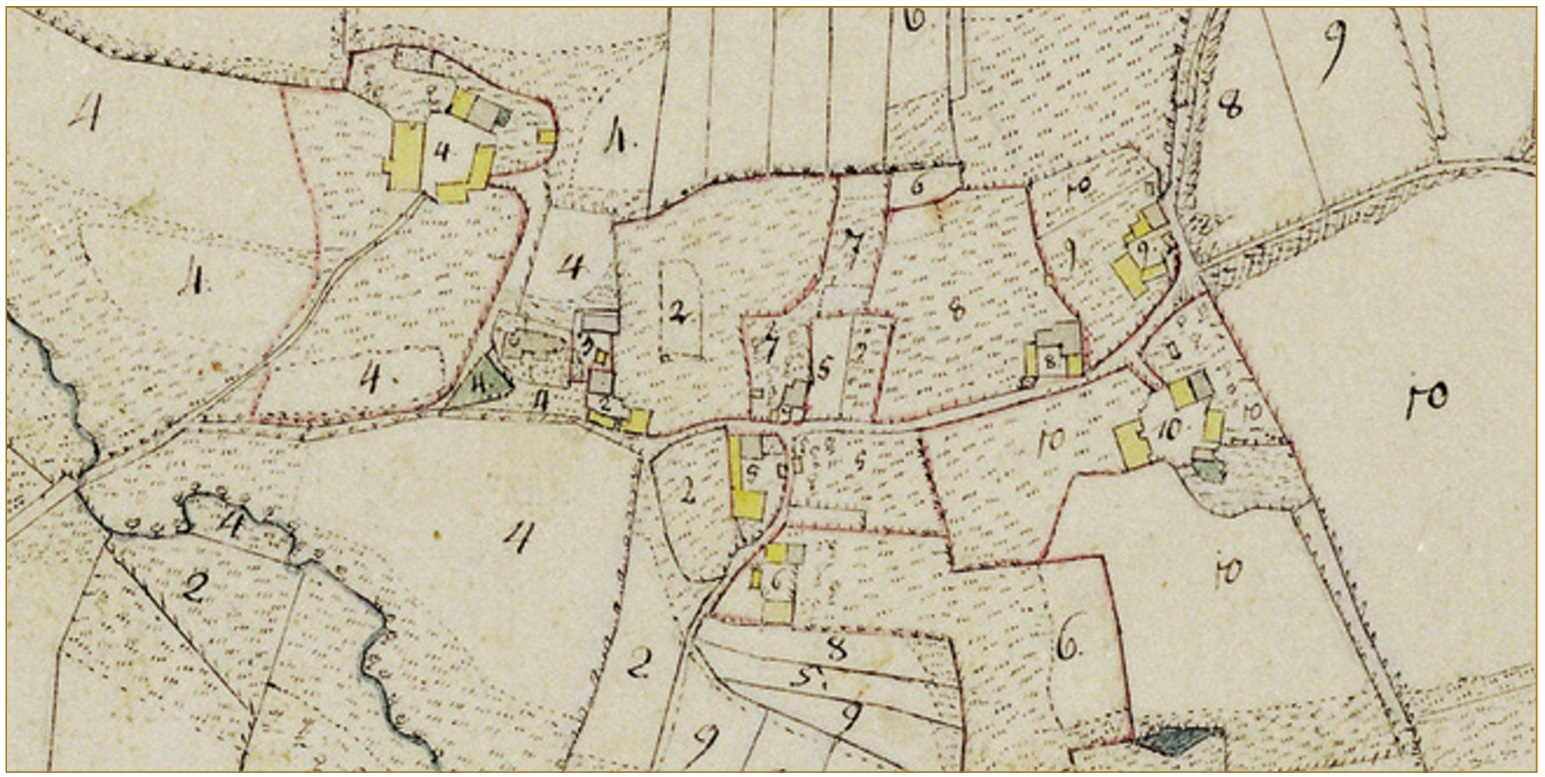
Aspertsham um 1812: Hsnr. 1 = Kirche, Hsnr. 2 = Kaplangütl, Hsnr. 3 = Mesner, Hsnr. 4 = Mayr, Hsnr. 5 = Neumaier, Hsnr. 6 = Aicher, Hsnr. 7 = Pflugmacher, Hsnr. 8 = Bauer, Hsnr. 9 = Stockmayr, Hsnr. 10 = Reiter

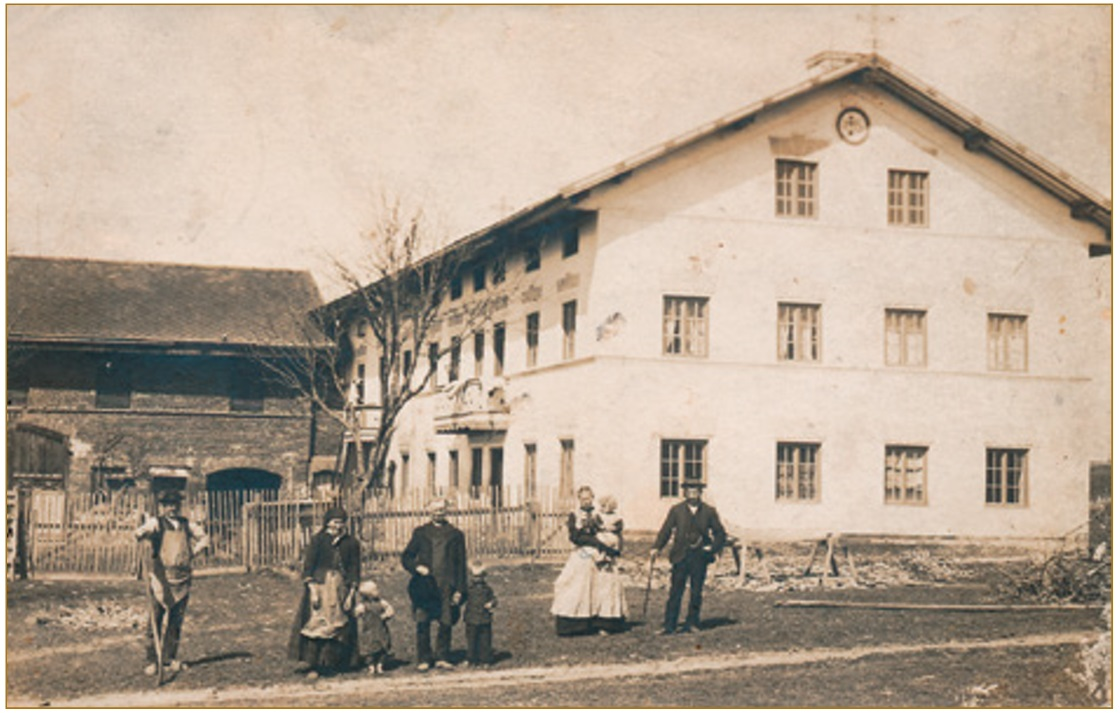
Georg Hausberger mit Ehefrau Anna und Tochter, die Austragler mit ihren Enkeln und eine Zimmermann vor dem Wohnstallhaus und Stadl des Maierhofs (Hsnr. 4), um 1910

Eine erste urkundliche Erwähnung unter dem Namen „Asperhtesheim“ erfolgte um das Jahr 1000. Der Ortsname weist möglicherweise auf einen Mann namens Aspert hin, der sich hier niedergelassen haben könnte. Bereits zu diesem Zeitpunkt könnte es an diesem Ort auch schon eine Taufkirche gegeben haben.
Am 1. Januar 1970 wurde die 1818 durch das bayerische Gemeindeedikt gegründete Gemeinde Aspertsham nach Schönberg eingegliedert.
Die heutige spätgotische Kirche wurde 1524 vollendet. Die große Veitsglocke ist allerdings auf den Anfang des 15. Jahrhunderts zu datieren. Die Altäre sind jünger (1700–1900). Die obere Turmhälfte erhielt ihr heutiges Aussehen erst gegen Ende des 19. Jahrhunderts.

## Baudenkmäler
Für die unter Denkmalschutz stehenden Baudenkmäler des Ortes siehe die Liste der Baudenkmäler in Aspertsham.